# باربرا بارو
باربرا بارو (بالإنجليزية: Barbara Barrow)‏ هي لاعبة غولف أمريكية، ولدت في 15 أبريل 1955.

## وصلات خارجية
- باربرا بارو على موقع رابطة لاعبات الغولف المحترفات (الإنجليزية)